# Fondu

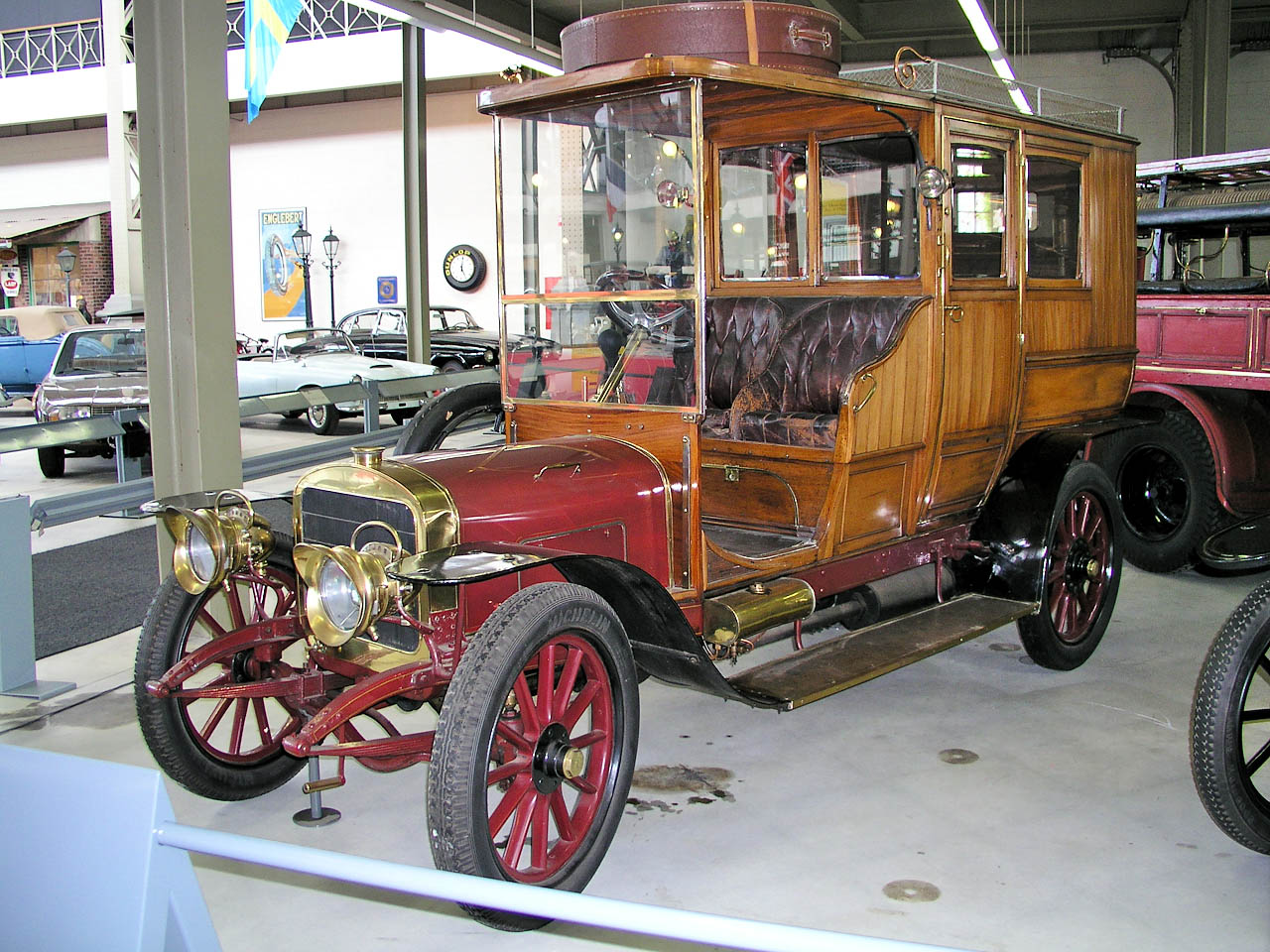
Автомобіль Fondu 1CНF 20/24CV 1906 року в Брюсселі

Fondu — бельгійське підприємство, яке спеціалізувалось на виробництві залізничного обладнання, а згодом — автомобілів і мотоциклів. 

## Історія
Підприємство засноване Жаном-Батистом Фондю (фр. Jean-Baptiste Fondu) 1860 року у Вілворде — у передмісті Брюсселя. Початково спеціалізувалось на виробництві обладнання для національної залізничної компанії. У 1896 році посаду директора обійняв Шарль Фондю — спадкоємець засновника. Для роботи в новоствореному автомобільному відділі запрошений молодий швейцарський інженер Жульєн Поттера (фр. Julien Potterat). 
1906 року виготовлено перший автомобіль Fondu — модель 1CHF (20/24CV) з 4-циліндровим двигуном з двома блоками циліндрів діаметром 100 мм і ходом поршня 120 мм, триступінчатою коробкою передач і карданним приводом. Наступна модель 24/30CV мала діаметр циліндра 105 мм і хід поршня 130 або 140 мм. 1908 року завод продав ліцензію на автомобіль 24/30 Російсько-Балтійському вагонному заводу в Ризі.
У наступні роки Fondu випустила автомобіль 50CV з 6-циліндровим двигуном, а також моделі з малими обʼємами двигуна (1,1; 1,7; 2,1 л.) 
Фірма активно брала участь у перегонах. 1906 року автомобіль зайняв 5-е місце (з 30 учасників) у гонці на приз міста Остенде. У 1907 році в Остенде автомобілі Fondu зайняли 1, 2 і 4 місця, розвинувши на дистанції середню швидкість 97 км/год. Здобули перемогу також на перегонах у Болоньї. 1908 року брали участь в автопробігу Рига-Петербург.
1912 року Шарль Фондю загинув під час мотоперегонів. Виробництво автомобілів поступово припинено. Певний час завод ще виготовляв двигуни для інших бельгійських автовиробників та на експорт.
У 1925 році підприємство було перепрофільоване. Було куплено торговельну марку і виробництво брюссельської фірми Morel & de Nève, котра спеціалізувалась на виробництві мотоциклів La Mondiale. Випущено серію нових мотоциклів цієї марки.
1934 року виробництво остаточно припинено.
Один автомобіль Фондю нині зберігається в музеї автомобілів Autoworld Museum у Брюсселі.

## Список автомобілів Fondu
- 1906 - Fondu 1CHF
- 1907 - Fondu CF
  - Fondu 50CV
- 1910 - Fondu 12CV
  - Fondu 14CV